# Йохан III (Олденбург)
Йохан III фон Олденбург (на немски: Johann III von Oldenburg; * ок. 1295; † 1344) от Дом Олденбург е граф на Олденбург-Олденбург.
Той е вторият син на граф Йохан II фон Олденбург-Олденбург († ок. 1315/1316) и първата му съпруга принцеса Елизабет фон Брауншвайг-Люнебург († пр. 1298), дъщеря на херцог Йохан I фон Брауншвайг-Люнебург.
Йохан III управлява графството от 1316 г. заедно с брат си Христиан IV († ок. 1334) и от 1324 г. с полубтрат си Конрад I († 1347).

## Фамилия
Йохан III се жени за графиня Мехтилд фон Арнсберг-Бронкхорст (ок. 1300 – 1313), дъщеря на граф Лудвиг фон Арнсберг-Ритберг († 1313) и Пиронета фон Юлих († 1300). Те имат децата:
- Йохан IV (доказан 1331 – 1356), женен
- Ото, (1331 – ок. 1345)
- Вилхелм (ок. 1331 – ок. 1367)
- Христиан V (ок. 1320 – убит ок. 1368)